# Balanophora nipponica
Balanophora nipponica là một loài thực vật có hoa trong họ Balanophoraceae. Loài này được Makino mô tả khoa học đầu tiên năm 1909.